# Bethlehemkerk (Hilversum)
De Bethlehemkerk is een protestants kerkgebouw in Hilversum aan de Loosdrechtseweg 263 en gebouwd door David Zuiderhoek.
De kerk is in 1963 gebouwd en vierde in 2013 het 50-jarig bestaan.